# جيري دوغلاس (موسيقي)
جيري دوغلاس (بالإنجليزية: Jerry Douglas)‏ هو موسيقي ومغني وكاتب أغاني وعازف قيثارة أمريكي، ولد في 28 مايو 1956 في وارن في الولايات المتحدة.

## وصلات خارجية
- الموقع الرسمي
- جيري دوغلاس على موقع IMDb (الإنجليزية)
- جيري دوغلاس على موقع ميوزك برينز (الإنجليزية)
- جيري دوغلاس على موقع أول ميوزيك (الإنجليزية)
- جيري دوغلاس على موقع ديسكوغز (الإنجليزية)
- جيري دوغلاس على موقع قاعدة بيانات الفيلم (الإنجليزية)